# 挪威王冠

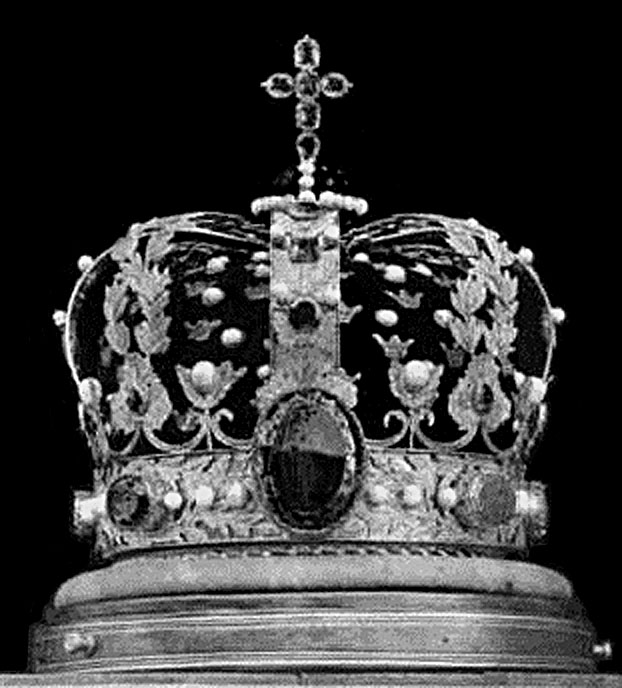
挪威王冠，攝於1881年

挪威王冠由瑞典的金匠制作，第一次被使用是在卡尔十四世的加冕仪式上。之后该王冠共被4位国王在其加冕仪式上使用，当国王驾崩后，该王冠会在葬礼仪式中被放置在棺材上。王冠冠圈上是8道拱形装饰，它们在最顶部汇聚在一起，其中的4道被做成橡叶的形状，另外4道则以月桂树叶装饰。安置在此处的是宝球，宝球主体包裹着蓝色珐琅，中部排列着一圈珍珠，顶部是6颗紫水晶组成的十字架。在王冠正面的中央是一颗绿色的电气石，据说这是巴西领事馆的领事送给挪威及瑞典国王的礼物。以天鹅绒制成的王冠衬里还装饰有50颗珍珠。王冠高24.5厘米，直径18.5厘米，重1.5千克。该王冠使用了紫水晶、蛋白石、橄榄石、电气石、黄玉、蓝宝石、珍珠等作为装饰。